# Orthocladius dissimilis
Orthocladius dissimilis är en tvåvingeart som beskrevs av Jean-Jacques Kieffer 1923. Orthocladius dissimilis ingår i släktet Orthocladius och familjen fjädermyggor.
Artens utbredningsområde är Tyskland. Inga underarter finns listade i Catalogue of Life.